# Marina Canetti
Marina "Mari" Canetti, född 24 januari 1983 i Rio de Janeiro, är en brasiliansk vattenpolospelare.
Canetti tog brons i damernas vattenpoloturnering i samband med panamerikanska spelen 2015 i Toronto.